# José Guillermo Saleta
José Guillermo Saleta nació en Santiago de los Caballeros, República Dominicana), es mercadólogo de profesión y empresario que también ha sido representante artístico, gestor de contenido, músico, promotor, figura para marcas, productor de televisión y música.

## Vida personal

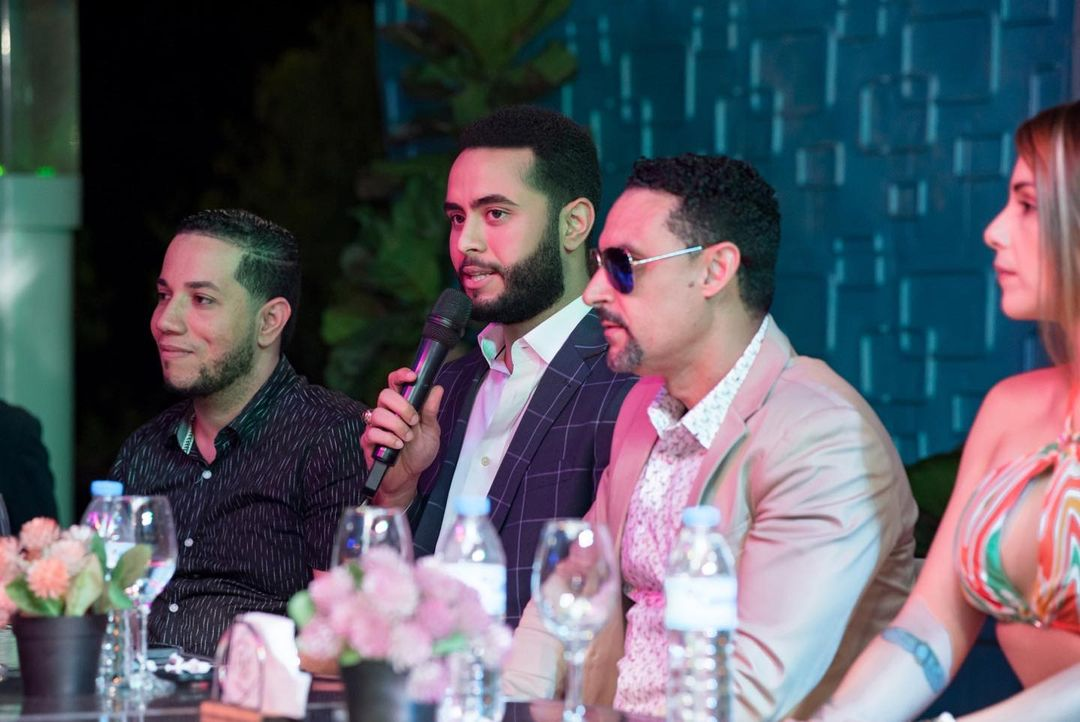
José Guillermo Saleta junto a Robert Liriano

Es hijo del comunicador social y dirigente deportivo Guillermo Saleta y la atleta multidisciplinaria Olga Rodríguez, hermano del licenciado en mercadeo y creador de contenidos Guillermo José Saleta.

## Estudios
Es licenciado en marketing por La Pontificia Universidad Católica Madre y Maestra (PUCMM). Formalizó estudios en marketing digital en el Centro de Tecnología y Educación Permanente (TEP). Estudió inglés en el Centro Cultural Domínico-Americano. Tomó clases de percusión con profesores particulares como Rafelito Román (también conocido como Rafaelito Román). 

## Carrera
José Guillermo Saleta inicio su carrera en la industria del entretenimiento alrededor del 2010 brindando servicios de creación y manejo de sitios web para artistas y agrupaciones musicales de República Dominicana y Estados Unidos, ha fungido como asesor de artistas de música tropical brindándole pautas mercadológicas para potenciar sus carreras artísticas. 
Saleta ha gestionado el contenido musical de más de 40 artistas para su ingesta en las plataformas de música digital conocidas como las DSP. Realizó la función de promotor musical visitando las grandes cadenas de radio y televisión de República Dominicana para la difusión de la música de artistas que éste brindara sus servicios. 
Actualmente se desempeña como representante artístico de los artistas dominicanos Robert Liriano, Samuel González y Andrw John, entre otros. También gestiona el contenido y derechos de artistas de música tropical, es label mánager para compañía estadounidense de distribución musical.